# Prosopocera rhodesiana
Prosopocera rhodesiana là một loài bọ cánh cứng trong họ Cerambycidae.